# Wola Zachariaszowska
Wola Zachariaszowska – wieś w Polsce położona w województwie małopolskim, w powiecie krakowskim, w gminie Zielonki.
Siedziba rzymskokatolickiej parafii Matki Bożej Częstochowskiej w Woli Zachariaszowskiej.

## Położenie
Wola Zachariaszowska według regionalizacji fizycznogeograficznej leży na południowo-wschodnim krańcu Wyżyny Olkuskiej (341.32) należącej do makroregionu Wyżyna Krakowsko-Częstochowska (341.3), w podprowincji Wyżyna Śląsko-Krakowska (341).
Pod względem administracyjnym wieś zlokalizowana jest w województwie małopolskim, w powiecie krakowskim, w gminie Zielonki, około 10 km w linii prostej na północ od centrum Krakowa. Graniczy z następującymi jednostkami:
- miejscowością Michałowice (gmina Michałowice) od północnego wschodu,
- miejscowością Bibice (gmina Zielonki) od południowego wschodu,
- miejscowością Garlica Murowana (gmina Zielonki) od południa,
- miejscowością Garlica Duchowna (gmina Zielonki) od południa i zachodu,
- miejscowością Górna Wieś (gmina Michałowice) od północnego zachodu.

Biorąc pod uwagę powierzchnię wynoszącą 183,59 ha Wola Zachariaszowska jest jedną z mniejszych miejscowości gminy Zielonki, zajmującą 3,78% jej obszaru.
Miejscowość położona jest w całości na terenie Parku Krajobrazowego Dolinki Krakowskie.
Wzdłuż jej zachodniej granicy przepływa potok Garliczka (Naramka), lewy dopływ Białuchy.
Najwyżej położony obszar wsi znajduje się w jej północnej części (okolice ul. Słowiańskiej i Słonecznej) na wysokości około 363 m n.p.m., najniższy na południowo-zachodnim krańcu, w korycie Garliczki, na wysokości około 258 m n.p.m.
W latach 1975–1998 miejscowość administracyjnie należała do województwa krakowskiego.

## Demografia
Liczba mieszkańców Woli Zachariaszowskiej w okresie ostatnich dwudziestu lat zwiększyła się o ponad 50%, osiągając poziom 780 osób w roku 2024.
Źródła danych oraz rodzaje (nazwy) i terminy spisów, jeśli dostępne:
- 1787[11];
- 1789[11] – Lustracja dymów i podanie ludności;
- 1808[12] – Spis wojskowy ludności Galicji;
- 1921[13] – Pierwszy Powszechny Spis Ludności – dane na 30. września;
- 1988[14] – Narodowy Spis Powszechny 1988 – dane na 6. grudnia;
- 2002[14] – Narodowy Spis Powszechny Ludności i Mieszkań 2002 – dane na 20. maja;
- 2003, 2004 i 2006[15] oraz 2009–2024[1] – dane własne Urzędu gminy Zielonki na 31. grudnia danego roku.

## Oświata
- Zespół Szkół w Woli Zachariaszowskiej[16].